# Episodi di Lady Jewelpet
Questa è la lista degli episodi della serie televisiva anime Lady Jewelpet, la sesta del franchise di Jewelpet.
La serie è composta da 52 episodi ed è stata trasmessa in Giappone su TV Tokyo dal 5 aprile 2014 e si è conclusa il 28 marzo 2015 il sabato alle 7:00, ed ogni episodio veniva trasmesso nei giorni successivi su TV Osaka.
Quasi tutti i titoli degli episodi di questa serie contengono la parola "Lady".
| Nº | Titolo italiano (tradotto) Giapponese 「Kanji」 - Rōmaji | In onda        | In onda |
| Nº | Titolo italiano (tradotto) Giapponese 「Kanji」 - Rōmaji | Giapponese     |         |
| 1  | La cerimonia di una Lady, Lady Go! 「レディのたしなみレディ・ゴー！」 - Redi no tashinami redi gō! | 5 aprile 2014  |         |
| 1  | Momona è una ragazza che desidera vedere il suo cugino più grande sposarsi. Tuttavia, durante il ricevimento, viene teletrasportata al prestigioso Jewel Palace insieme ad altre ragazze. Poi incontra ruby per la prima volta, che le dona un elemento a forma di penna. Ruby le dice di diventare una "Petit Lady", in modo che possa essere coronata come "Lady Jewel", ma Momona è ancora indecisa. |                |         |
| 2  | Una Lady è splendida anche quando mangia! 「レディたるものステキにお食事！」 - Reditaru mono suteki ni o shokuji! | 14 aprile 2014 |         |
| 2  | Finalmente Momona decide di rimanere a Jewel Land con Ruby per diventare una Petit Lady. Tuttavia affronta un serio problema, che coinvolge il bacio tra lei e il principe Cayenne e gli altri candidati lady come lei. Inoltre, il suo prossimo test è quello di superare l'esame chiamato "Nice Dining" con Cayenne al fine di avanzare.                                                              |                |         |
| 3  | Una Lady brilla sul palco! 「舞台の上で輝けレディ！」 - Butai no ue de kagayake redi! | 19 aprile 2014 |         |
| 3  | Il prossimo test per diventare una Lady, consiste nel partecipare ad uno spettacolo teatrale su Romeo e Giulietta, con un principe. Purtroppo Momona non ha competenze sufficienti per recitare sul palco con qualcuno che gioca il ruolo di Principe. |                |         |
| 4  | Essere portata serve ad essere una Lady 「お姫様だっこはレディのたしなみ」 - Ohimesama dakko wa redinotashinami! | 26 aprile 2014 |         |
| 4  | Nel prossimo test, le petit Ladies devono avere un principe innamorato pazzo di lei. Tuttavia Mizuki ha problemi per quanto riguarda la prova in merito, in quanto sembra che la sua "carineria" non soddisfi pienamente i gusti dei principi. Lei e le altre ragazze devono trovare un modo per aiutarla.                                                                                              |                |         |
| 5  | Per essere Lady, Trascorri una notte romantica... 「レディたるものロマンティックな一夜を」 - Reditaru mono romantikkuna ichiya o | 3 maggio 2014  |         |
| 5  | Il prossimo esame di Momona è quello di trascorrere una notte romantica sotto il cielo stellato, ma senza sapere che la sta trascorrendo con Lillian, Cayenne e Romeo nei Mari del sud. Durante quel periodo, Momona cerca di essere più amichevole con Lillian e cerca di sapere di più su di lei, mentre i Jewelpet fanno una pausa.                                                                  |                |         |
| 6  | Per essere Lady, ottieni una "stella"! 「レディたるもの星を手に入れよ！」 - Reditaru mono hoshi o te ni ireyo! | 10 maggio 2014 |         |
| 6  | Durante le vacanze di Momona con Cayenne, Lillian e Romeo; Lady Jewel appare davanti a loro per spiegare il prossimo test, che consiste nell'ottenere una "stella" per avanzare. Tuttavia rendendosi conto che una stella è caduta sull'isola, le Ladies ed i principi devono affrontarsi l'uno contro l'altro, al fine di ottenere il premio e superare la prova.                                      |                |         |
| 7  | Una lettera d'amore serve ad essere Lady 「ステキなメールはレディのたしなみ」 - Sutekina mēru wa redi no tashinami | 17 maggio 2014 |         |
| 7  | Il prossimo test per le Petit Ladies consiste nel confessare il proprio amore, attraverso l'uso di e-mail scrivendolo con il Jewel Pod, tutte le ragazze, compreso momona, avranno difficoltà. Al contrario, Charon, è molto brava sia nella scrittura che nella lettura, lei stessa è un po' titubante, mentre ripensa il suo passato quando ha incontrato Sapphie.                                    |                |         |